# Монеты Савромата II

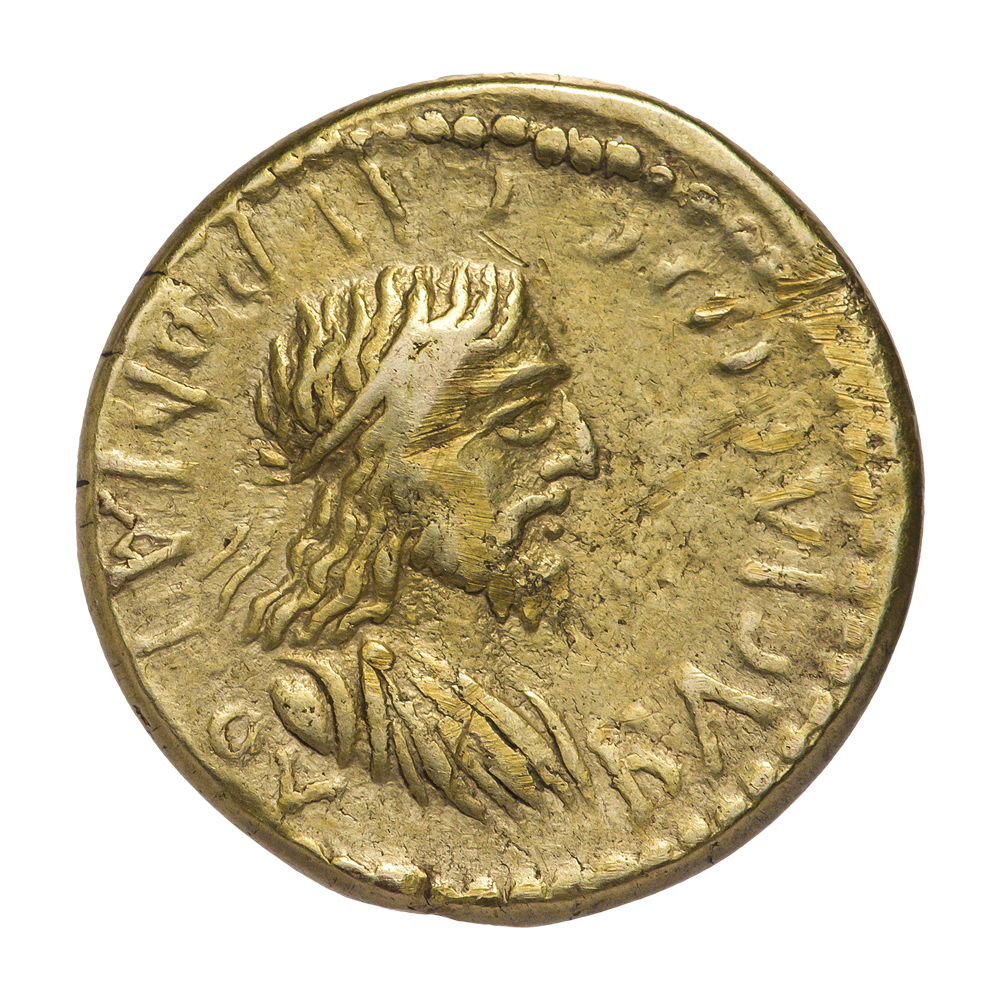
Статер. Боспорское царство. Савромат II (аверс)

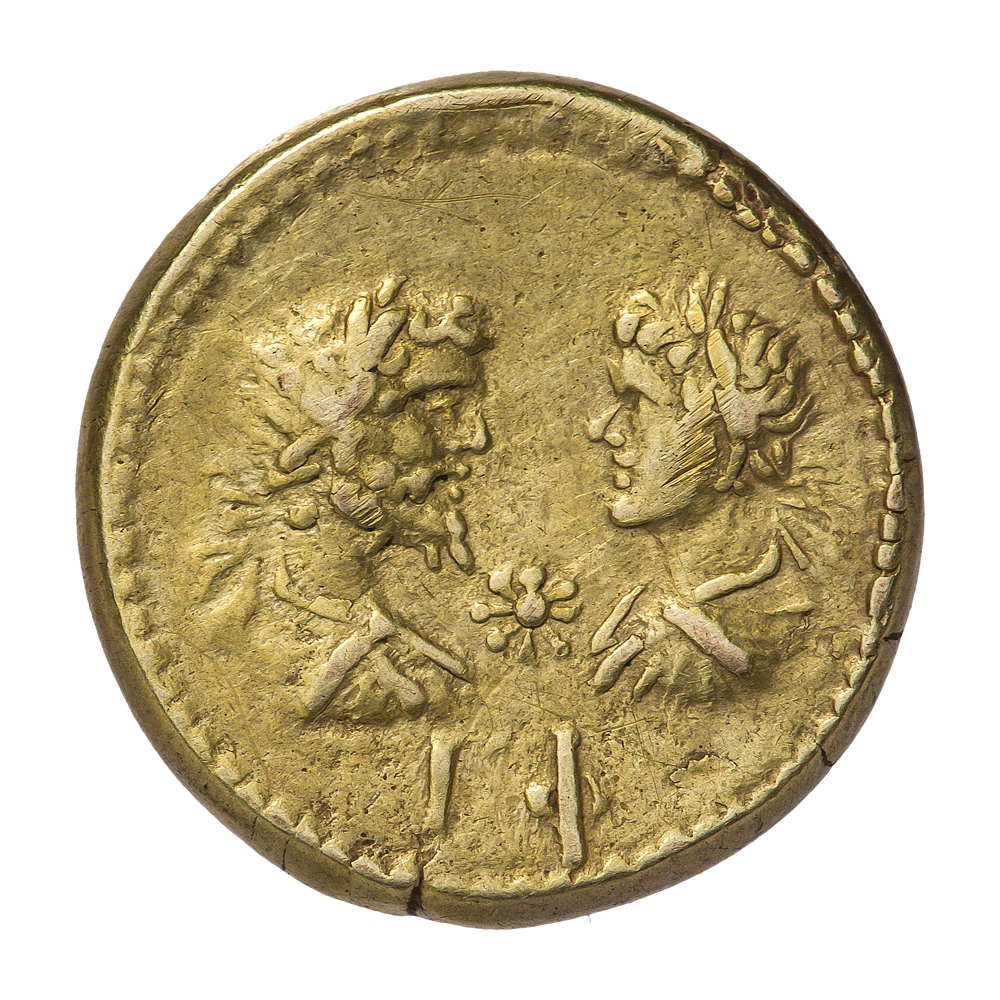
Статер. Боспорское царство. Савромат II (реверс)

Моне́ты Саврома́та II — античные монеты, которые чеканились во времена правления царя Боспора Савромата II (174—210 г н. э.).

## История
Царь Савромат II правил с 174 года н. э. по 210 год н. э. в Боспорском царстве. В этот период он провел ряд изменений, которые относились и к денежной системе. С 174 по 186 г. н. э. Савромат II уменьшил выпуск статеров и медных монет, вес которых был существенно понижен. Сестерции по-прежнему выпускались, но их количество чеканки было ограничено. Средний вес сестерциев был на 1 г ниже, чем в последние годы правления Евпатора. На лицевой стороне сестерциев изображались портреты царя, царь на коне или бог Зевс. В это время статеры выпускались из достаточно бледного золота.
Период с 186 г н. э. по 196 год н. э. чеканились разные типы монет, в том числе были распространены монеты крупных номиналов. Крупные номиналы медных монет были представлены денариями или двойными денариями. Стала чеканиться денежная единица достоинством в ¾ денария, которая была равна по стоимости изначальной драхме. На многих медных монетах были надчеканены клейма с изображением головы Септимия Севера. На обратной стороне денария изображалась сидящая на троне богиня Афродита Урания, на драхме — орел с венком в клюве. На оборотной стороне самого крупного номинала помещались изображения, характеризующие подвиги Геракла, царские доспехи, царь, которые едет на коне. Изображение Геракла на двойных денариев, возможно, было не случайным — известно, что император Коммод любил подражать этому герою.
В 186 г н. э. Савромат II провел денежную реформу, во время которой в денежном обращении появился сестерций, драхма (3 сестерция), денарий (4 сестерция), двойной денарий (8 сестерциев). Вес этих монет отличался от их номинальной стоимости и был значительно ниже, а сами монеты исполняли роль знаков стоимости. Существуют предположения, что такие меры были необходимы для покрытия военных расходов — Савромат II вел активную борьбу с наступлением местных племен. В 193 году н. э. он, с согласия нового императора Септимия Севера, совершил успешный поход, завоевав скифов и сираков, и Таврику. Чеканка статеров была увеличена для проведения этой военной компании, содержание золота в них уменьшилось до 15-30 %. Монеты массово надчеканивались знаком денария — звездой, знаком двойного номинала буквой В,портретом Септимия Севера. Это проходило как с бронзовыми монетами предыдущих царей, так и с теми денариями Савромата II, которые были выпущены ранее.
Со 174 г н. э. по 186 г н. э. чеканились статеры, вес которых составлял 7,8 г, диаметр — 20 мм. С 188 г н. э. вес статера стал 7,7 г. На двойных денариях изображался бюст царя Савромата II. Вначале вес монет был 16 г, диаметр — 30 мм, затем монеты стали весить по 11 г, а их диаметр уменьшился до 26 мм. При Савромате II чеканились также денарии весом 13 г и в диаметре — 28 мм. Драхма весила 11 г, изготавливалась из бронзы, диаметр — 28 мм. Также драхма чеканилась весом 8,5 г, диаметр — 26 мм. Сестерции были весом 8 г, в диаметре — 24 мм, а двойной сестерций — 8,5 г, в диаметре — 26 мм.
С 196 года по 210 год по-прежнему чеканились монеты, но они характеризовались ухудшенной пробой золота. Медные монеты выпускались крупными номиналами — двойными денариями, у которых был значительно понижен вес. Внешний вид статеров стал еще более бледным, а вес двух высших номиналов значительно снизился.